# 平塘县
平塘县是中华人民共和国贵州省黔南布依族苗族自治州下属的一个县，东邻独山县，南与广西南丹县毗邻，西与惠水县、罗甸县相连，北与贵定县、都匀市接壤。面积2816平方公里，人口322875人（2013年）。邮政编码558300，县政府驻金盆街道。中国天眼也坐落在此县的克度镇。

## 歷史沿革
民國2年（1913年）9月置大塘縣和平舟縣。
民國30年（1941）2月貴州省政府會議議決合併二縣為平塘縣，民國31年（1942）4月國民政府令准。由兩縣縣名各取一字組成。
民国三十年七月一日，撤平舟、大塘两县，改置平塘县，属二等县，县治设通州。八月十五日，县城改设原平舟县城。
一九四九年十一月平塘解放，成立平塘县人民政府。一九五一年八月，改称平塘县民族民主联合政府。一九五一年改为平塘县人民委员会。
一九五八年十二月，撤平塘县，以槽渡河为界，河以北并入罗甸，河以南并入独山县。一九六一年八月恢复平塘县建置。
一九九三年撤区并镇，平塘县置平湖、者密、四寨、摆茹、牙舟、通州、大塘、克度、塘边九个镇，卡蒲、苗二河、白龙、掌布、甘寨、谷硐、新塘、卡罗、鼠场、西凉十个乡。

## 行政区划
平塘县下辖1个街道办事处、9个镇、1个民族乡：
金盆街道、平舟镇、牙舟镇、通州镇、大塘镇、克度镇、塘边镇、甲茶镇、者密镇、掌布镇和卡蒲毛南族乡。

## 景点
- 掌布藏字石景区
- 500米口径球面射电望远镜：号称中国天眼的世界最大望远镜[5]。